# Parafia Chrystusa Dobrego Pasterza w Ostrowi Mazowieckiej
Parafia pw. Chrystusa Dobrego Pasterza w Ostrowi Mazowieckiej – parafia rzymskokatolicka należąca do dekanatu Ostrów Mazowiecka – Chrystusa Dobrego Pasterza, diecezji łomżyńskiej, metropolii białostockiej.

## Historia
Parafia została erygowana 29 listopada 1992 przez biskupa łomżyńskiego Juliusza Paetza. Powstała z terytorium parafii pw. Wniebowzięcia NMP w Ostrowi Mazowieckiej, w granicach istniejącego wcześniej samodzielnego ośrodka duszpasterskiego, ustanowionego 25 listopada 1990 przy tymczasowej kaplicy.

## Kościół parafialny
Kościół pw. Chrystusa Dobrego Pasterza w Ostrowi Mazowieckiej – murowany, z lat 1993–2001.
W dniu 4 czerwca 1991 r., papież Jan Paweł II, podczas IV pielgrzymki do Ojczyzny, w Łomży pobłogosławił kamień węgielny, który to następnie w dniu 18 września 1994 r. został wmurowany przez ks. bp. Juliusza Paetza, biskupa łomżyńskiego. Dnia 16 maja 2010 r. ks. bp Stanisław Stefanek w obecności ks bp. Tadeusza Zawistowskiego, dokonał poświęcenia kościoła.

## Zasięg parafii
Do parafii należą wierni z miejscowości:

- Dudy,
- Kacpury,
- Kuskowizna,
- Nowa Grabownica,
- Stara Grabownica,
- Rogóźnia,
- Sagaje,
- Sielc.

oraz wierni z Ostrowi Mazowieckiej, mieszkańcy ulic:

- 18 Pułku Artylerii Lekkiej,
- 3 Maja (nr. niep. od 41; parz. od 70 ),
- 63 Roku,
- A. Asnyka,
- K.K. Baczyńskiego,
- Bąkówka,
- T. Borowskiego,
- Brokowska,
- W. Broniewskiego,
- Cicha,
- Dobra,
- M. Dąbrowskiej,
- Dobra,
- K. Fryczego,
- Gajowa,
- K.I. Gałczyńskiego,
- Gęsia,
- Gosiewskiego,
- Grzybowa,
- Harcerska,
- K. Iłłakowiczówny,
- J. Iwaszkiewicza,
- Jagiellońska,
- Jagodowa,
- Jasna,
- Jaśminowa,
- Kacza,
- Klonowa,
- O. Kolberga,
- Kosynierów,
- Królowej Bony,
- Krótka,
- Krucza,
- L. Kruczkowskiego,
- Kubusia Puchatka,
- J. Lechonia,
- B. Leśmiana,
- Leśna,
- Łamana,
- Łąkowa,
- K. Makuszyńskiego,
- M. Malinowskiego,
- J. Matejki,
- A. Mickiewicza,
- Mieczkowskiego (nr parz.),
- M. Mieszka,
- S. Mikołajczyka,
- Miła,
- Miodowa,
- G. Morcinka,
- Na Polance,
- Z.Nałkowskiej,
- T. Nocznickiego,
- Ogrodowa,
- Okrężna,
- S. Okrzei,
- Olszynowa,
- Owocowa,
- Parcelacyjna,
- Partyzantów (nr niep. od 15;  parz. od 4)
- Pasterska,
- Rotmistrza Pileckiego,
- Plac Księżnej Anny Mazowieckiej (nr 6),
- Pogodna,
- ks. J. Popiełuszki,
- Poprzeczna,
- B. Prusa (nr.niep. od 5; parz. od 12)
- Przeskok,
- J. Przybosia,
- Przyjaźni,
- Radosna,
- M. Rataja,
- M. Reja,
- Robotnicza,
- M. Rodziewiczówny,
- Różana,
- Różańska,
- Sielska (nr nieparzyste),
- M.C. Skłodowskiej,
- Słoneczna,
- A. Słonimskiego,
- Sosnowa,
- Spacerowa,
- L. Staffa,
- S. Staszica,
- P. Stolarskiego,
- H. Sucharskiego,
- Sztarka,
- M. J. Świderskich,
- Tamkowa,
- K.P. Tetmajera,
- R. Traugutta,
- H. Trembickiego,
- J. Tuwima,
- Warszawska,
- L. Waryńskiego (nr 20, 20A, 20B, 21, 23),
- Widna,
- Wiśniowa,
- S. Witkiewicza,
- W. Witosa,
- Wojska Polskiego,
- A. Wróblewskiego,
- Kardynała Stefana Wyszyńskiego,
- Wyzwolenia,
- Zaciszna,
- Zielona,
- Złota,
- Zwycięstwa,
- Żurawia